# Grand galop chromatique

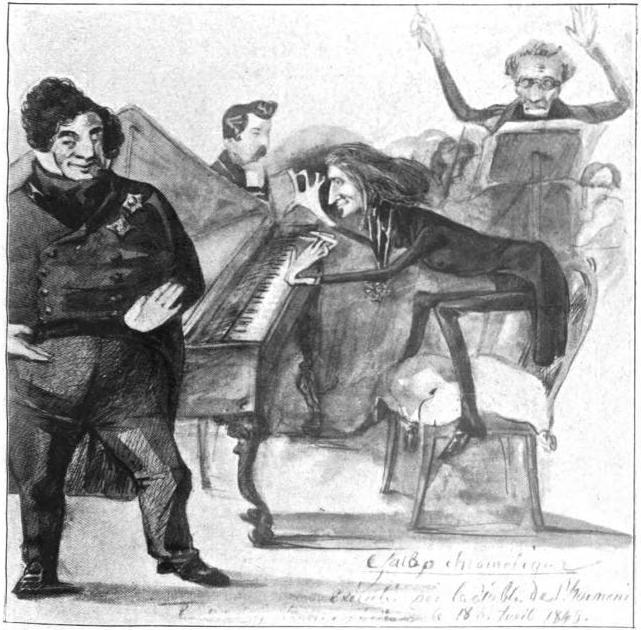
Galop chromatique exécuté par le diable de l'harmonie, caricature anonyme, 18 avril 1843. Liszt au piano, dernière lui au pupitre, Habeneck et au premier plan Luigi Lablache.

Le Grand galop chromatique, S.219 est une pièce pour piano du compositeur hongrois Franz Liszt composée en 1838.

## Histoire
Le Galop chromatique fut publié en 1838 en tant que version pour piano seul mais également en tant que version pour quatre mains (S.616). Une version simplifiée pour piano seul existe également (S.219 bis). L'idée qu'eut Liszt d'employer le chromatisme pour intensifier le grand effet virtuose est très intelligente et montre combien l'inspiration du compositeur, à cette période, était guidée par l'instinct et l'expérimentation pianistique. Cette pièce était le grand atout de Liszt durant ses années flamboyantes de succès et son effet sur le public était comme hypnotisant.

## Structure
Le Galop chromatique est une pièce en Mi bémol majeur à deux temps dans un tempo Presto. C'est un morceau constitué de 4 thèmes principaux et d'une longue Coda qui tendent à unifier une composition des plus lâche. Le premier thème fait fuser la gamme chromatique ascendante à la droite, accompagnée par une basse un peu bouffe de polka à la main gauche. Le second thème, en si majeur, fait éclater de forts accords partant des extrémités du clavier pour se faire rejoindre les deux mains. Une variation de ce thème ramène au premier thème, augmenté en difficulté. Le troisième thème réutilise à la main droite la clochette de Paganini et fait tinter une mélodie simple, pendant que la main gauche effectue une basse difficile qui emploie de grands mouvements. Le quatrième thème fait alternativement utiliser la gamme chromatique et l'emploi d'accords brisés à la main gauche et à la main droite et ramène vers le troisième thème, qui lui-même amène à une nouvelle variation du premier thème. Celui-ci débouche vers le second thème (accords) augmenté en difficulté, ainsi que sa variation utilisant la main droite avec une extrême agilité. Le premier thème est réutilisé, en guise de refrain, ainsi que le troisième et le quatrième, qui aboutit à la Coda, longue et techniquement éprouvante, où se mêlent des accords clamés avec des déplacements ardus à la main gauche, des staccatos, une longue descente utilisant la gamme par ton et chromatique à la fois. Un dernier thème amène vers la conclusion, brillante d'accords.